# Habib Dalimi
Habib Dalimi (ar. حبيب دليمي; ur. 21 maja 1950) – tunezyjski zapaśnik walczący w stylu klasycznym. Olimpijczyk z Monachium 1972, gdzie odpadł w eliminacjach w kategorii 48 kg. Srebrny medalista mistrzostw Afryki w 1969 i 1971 roku.
- Turniej w Monachium 1972

Przegrał obie walki, kolejno z Muhammadem Raghibem al-Malikim z Egiptu i Rahimem Aliabadim z Iranu.